# Candosa
Candosa é uma povoação portuguesa sede da Freguesia de Candosa do Município de Tábua, freguesia com 11,68 km² de área e 531 habitantes (censo de 2021), tendo, por isso, uma densidade populacional de 45,5 hab./km²
Foi vila e sede de concelho entre 1514 e 1842. Este era constituído apenas por uma freguesia e tinha, em 1801, 535 habitantes. Foi freguesia do extinto concelho de Midões entre 1842 e 1855.

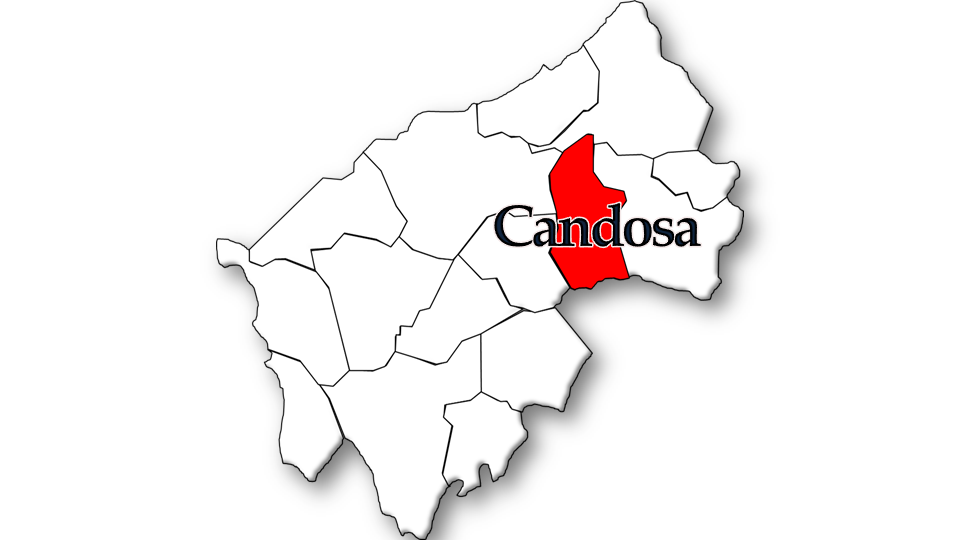
Localização no Município de Tábua

## Toponímia
O nome «Candosa», de acordo com o linguista José Pedro Machado, provém da palavra portuguesa arcaica candanosa, que significa «rochosa; pedreguenta», a qual, por seu turno, terá raízes num étimo de origem pré-romana.

## Demografia
A população registada nos censos foi:
| Distribuição da População por Grupos Etários | Distribuição da População por Grupos Etários | Distribuição da População por Grupos Etários | Distribuição da População por Grupos Etários | Distribuição da População por Grupos Etários |
| -------------------------------------------- | -------------------------------------------- | -------------------------------------------- | -------------------------------------------- | -------------------------------------------- |
| Ano                                          | 0-14 Anos                                    | 15-24 Anos                                   | 25-64 Anos                                   | > 65 Anos                                    |
| 2001                                         | 125                                          | 106                                          | 393                                          | 194                                          |
| 2011                                         | 90                                           | 64                                           | 347                                          | 188                                          |
| 2021                                         | 29                                           | 59                                           | 236                                          | 207                                          |

## Património
- Pelourinho de Candosa
- Igreja de S. Facundo (matriz)
- Capela de Santo Amaro (no lugar da Várzea Candosa)
- Casas setecentistas (perto do pelourinho e no lugar da Várzea Candosa)
- Indústria cerâmica tradicional
- Palacete do século 19 junto à igreja
- Rancho Regional de Candosa, fundado em 1973, membro da Federação de Folclore Português.